# Dichomeris rectifascia
Dichomeris rectifascia is een vlinder uit de familie van de tastermotten (Gelechiidae). De wetenschappelijke naam van de soort is voor het eerst geldig gepubliceerd in 1997 door Hou-Hun Li & Z.M. Zheng.

## Type
- holotype: "male, 6.VI.1995. genitalia slide no. L95233"
- instituut: IZSNU, Xi'an, China
- typelocatie: "China, Yunnan Province, Mengla"